# 優秀人才入境計劃
優秀人才入境計劃（英語：Quality Migrant Admission Scheme (QMAS)），簡稱優才計劃，是香港政府推出的一個吸引世界各地的優秀人才來香港定居，以此提升香港的競爭力的入境計劃。計劃於2006年2月23日公佈，于当年6月开始实施，每年配額為1,000個，2020年增至每年2,000個，2021年再增加至每年4,000個，自2023年起兩年內年度配額取消。截至2021年，計劃纍計引入9,131人，其中88%來自中國內地。

## 適用人士
1. 國籍：不得為 阿富汗、 古巴和 [3]
2. 年齡：18歲或以上
3. 經濟能力：證明留港期間，能自行負擔自己和受養人，不需公共援助
4. 良好品行：入境和保安規定，沒有任何犯罪或不良記錄
5. 語文能力：良好中文（粵語或普通話）或英文能力
6. 基本學歷：一般要求備有文件證明的學士學位，良好的技術資格、經證明的專業能力或備有文件證明的有關經驗和成就，亦可獲考慮
7. 內地許可（如適用）：居於 中国大陆、 香港和 澳門的內地居民需提交現時工作單位或內地有關機關簽發的赴港居留同意書 （页面存档备份，存于）

自2023年10月26日起，越南、寮國及尼泊爾國民可通過優秀人才入境計劃來港居留。

## 甄选机制
優才計劃沒有行業限制，合資格的申請會獲提選至輸入優秀人才及專才諮詢委員會作進一步評核。諮詢委員會透過嚴謹的甄選程序，把優才計劃的名額分配給適合本港發展需要的高技術人才或優才。所有申請人均必須首先符合基本資格的要求，才可根據計劃所設兩套計分制度「綜合計分制」和「成就計分制」的其中一套獲取分數，與其他申請人競爭配額。「綜合計分制」就申請人的年齡、學歷或專業資格（及是否由著名院校授予）、工作經驗（及是否具有相當於學歷水平/專業資格的國際工作經驗）、語文能力和家庭背景進行評分，最高為225分。最低及格的分數可能會一直更改，最新適用的為80分。申請人曾獲得傑出成就獎（例如奧運獎牌、諾貝爾獎、國家/國際獎項），或申請人可以證明其工作得到同業肯定，或對其界別的發展有重大貢獻，可申請要求極高的「成就計分制」，直接獲取225分，不符合者則不會獲得分數，而不能取得分數的申請人，其申請會即時被拒絶。
2018年8月28日，香港政府公佈首份人才清單，從事清單內職業的人士可在「綜合計分制」下獲得最高30分的額外分數。

## 逗留條件

### 逗留條件
申請人只受逗留期限而不受其他逗留條件限制，他們在獲准逗留的期間可在香港自由從事或轉換工作，及開辦或參與任何業務，無須事先取得入境事務處處長的批准。

### 逗留期限

#### 綜合計分制
根據綜合計分制獲准優才計劃來港的人士，一般首次入境可獲准在港逗留36個月，其後須證明其已採取來港定居的步驟在香港居住，一般而言需要證明：
- 已於香港定居；及
- 對香港有所貢獻，例如擔任相當於學位程度、專家水平或高級的支薪職位，或於香港建立具合理規模的業務。

如首次延長逗留期限獲批准，申請人通常獲准延長逗留3年，其後每次續簽通常獲准延長逗留2年。
如申請人已根據該計劃獲准在港逗留不少於兩年及在上一評稅年度的薪俸稅應評稅入息達港幣200萬元或以上並提出以頂尖人才類別審批，則一般會獲准延期逗留五年。

#### 成就計分制
根據成就計分制獲准優才計劃來港的人士，一般首次入境可獲准在港逗留八年。

## 統計數字
| 年份   | 申請人數 | 獲分配名額人數 |
| ------ | -------- | -------------- |
| 2008年 | 1,358    | 564            |
| 2009年 | 1,296    | 593            |
| 2010年 | 1,177    | 329            |
| 2011年 | 1,674    | 286            |
| 2012年 | 1,965    | 298            |
| 2013年 | 1,787    | 332            |
| 2014年 | 2,341    | 373            |
| 2015年 | 1,829    | 208            |
| 2016年 | 1,575    | 273            |
| 2017年 | 1,932    | 411            |
| 2018年 | 3,314    | 555            |
| 2019年 | 5,896    | 874            |
| 2020年 | 3,966    | 1,709          |
| 2021年 | 5,365    | 2,004          |
| 2022年 | 16,396   | 2,845          |
| 2023年 | 80,207   | 12,969         |

| 年份 | 博士學位／2個或以上碩士學位 | 碩士學位／2個或以上學士學位 | 學士學位或同等學歷 | 其他 |
| ---- | --------------------------- | --------------------------- | ------------------ | ---- |
| 2016 | 95                          | 133                         | 31                 | 14   |
| 2017 | 106                         | 227                         | 48                 | 30   |
| 2018 | 153                         | 309                         | 63                 | 30   |
| 2019 | 265                         | 476                         | 101                | 32   |
| 2020 | 548                         | 955                         | 179                | 27   |
| 2021 | 645                         | 1,074                       | 255                | 30   |
| 2022 | 759                         | 1,689                       | 381                | 16   |
| 2023 | 2,935                       | 7,804                       | 2,176              | 54   |

| 年份 | 建築、測量、工程及建造 | 藝術及文化 | 商業及貿易 | 金融及會計服務 | 資訊科技及電訊 | 其他  |
| ---- | ---------------------- | ---------- | ---------- | -------------- | -------------- | ----- |
| 2016 | 20                     | 9          | 14         | 67             | 64             | 99    |
| 2017 | 32                     | 12         | 24         | 114            | 76             | 153   |
| 2018 | 30                     | 25         | 30         | 153            | 137            | 180   |
| 2019 | 53                     | 22         | 54         | 243            | 204            | 298   |
| 2020 | 99                     | 14         | 98         | 474            | 419            | 605   |
| 2021 | 169                    | 19         | 111        | 497            | 563            | 645   |
| 2022 | 186                    | 23         | 138        | 883            | 817            | 798   |
| 2023 | 563                    | 95         | 879        | 4,162          | 2,974          | 4,296 |

| 年份 | 美國 | 中國內地 | 加拿大 | 澳洲 | 其他 |
| ---- | ---- | -------- | ------ | ---- | ---- |
| 2016 | 7    | 237      | 3      | 7    | 19   |
| 2017 | 8    | 356      | 4      | 10   | 33   |
| 2018 | 4    | 504      | 6      | 5    | 36   |
| 2019 | 18   | 803      | 14     | 8    | 31   |
| 2020 | 19   | 1,624    | 25     | 10   | 31   |
| 2021 | 24   | 1,860    | 33     | 27   | 60   |
| 2022 | 24   | 2,719    | 32     | 27   | 43   |
| 2023 | 34   | 12,775   | 41     | 34   | 85   |

## 知名人物
2006年11月27日，鋼琴家郎朗成功获批並到港辦理手續，成爲“优才计划”引入的第一人。依此計劃成為香港居民的部分知名人物包括：

### 演藝界
- 郎朗
- 李雲迪[9]
- 章子怡[10]
- 胡軍 [11]
- 湯唯[12]
- 周迅[13]
- 廖昌永[14]
- 黄晓明[15]
- 秦海璐[16]
- 趙薇[17]
- 張晉[18]
- 邱启明[19]
- 邓超[20]
- 孫儷[20]
- 張靜初

### 體育界
- 伏明霞[21]
- 江嘉良[21]
- 周蜜
- 李小双
- 李寧
- 郭晶晶
- 刘璇[22]
- 王晨
- 邓旋
- 孫玥
- 朗尼·奧蘇利雲
- 卓林普[23]
- 王军霞[24]

## 相關
- 各國移民數列表
- 香港居民、香港身份證、香港居留權

其它入境計劃：
- 一般就業政策
- 輸入內地人才計劃
- 非本地畢業生留港/回港就業安排
- 輸入中國籍香港永久性居民第二代計劃
- 科技人才入境計劃
- 高端人才通行證計劃
- 資本投資者入境計劃
- 補充勞工計劃

## 外部連結
- 優秀人才入境計劃 （页面存档备份，存于）（繁體中文）
- 資本投資者入境計劃（繁體中文）
- 優才入境計劃六月前推出-香港政府新聞網 （页面存档备份，存于）（繁體中文）
- 入境事務處:優才計劃的初步甄選結果 （页面存档备份，存于）（繁體中文）